# Šuľa
Šuľa (hongrois : Süllye) est un village de Slovaquie situé dans la région de Banská Bystrica.

## Histoire
La première mention écrite du village date de 1460.

## Démographie

### Évolution de la population
| Année:               | 1994. | 2004.   | 2014.    | 2024.   |
| -------------------- | ----- | ------- | -------- | ------- |
| Nombre de personnes: | 87    | 89      | 76       | 73      |
| Différence:          |       | +2,29 % | -14,60 % | -3,94 % |

| Année:               | 2023. | 2024.   |
| -------------------- | ----- | ------- |
| Nombre de personnes: | 74    | 73      |
| Différence:          |       | -1,35 % |